# Bogadin
Bogadin ili Borovo (mađ. Bogád) je selo u južnoj Mađarskoj.
Zauzima površinu od 7,84 km četvorna.

## Zemljopisni položaj
Nalazi se na 46° 5' 4" sjeverne zemljopisne širine i 18° 19' 20" istočne zemljopisne dužine. Pečuh je 1 km zapadno, Kozar je 500 m južno, Rumenja je neposredni istočni susjed, Rid je 2 km sjeveroistočno, Elen (Lenda) je 4 km jugoistočno, Prekad je 3 km istočno, a Mišljen je 4,5 km jugozapadno.

## Upravna organizacija
Upravno pripada Pečuškoj mikroregiji u Baranjskoj županiji. Poštanski broj je 7742.

## Povijest
Naseljen još u starorimsko doba. Izvori bilježe valonce u ovom selu 1331. godine.

Krajem 16. i početkom stoljeća Bogadin bilježi od stanovnika Race , Mađare i Hrvate.

## Poznate osobe
Začasni kanonik Đakovsko-srijemske biskupije Stjepan Zagorac 1958. je godine bio kapelan u Bogadinu.

## Stanovništvo
Bogadin ima 842 stanovnika (2001.).

## Vanjske poveznice
- (mađ.) Bogád önkormányzatának honlapja
- (mađ.) Bogádról a Dunántúli Napló Online-on
- Bogadin na fallingrain.com